# I'll Wait
I'll Wait è un singolo del gruppo musicale statunitense Van Halen, il secondo estratto dall'album 1984.

## Il brano
Il brano è nato dalla collaborazione tra i quattro membri dei Van Halen e il cantante dei The Doobie Brothers, Michael McDonald. Questi fu invitato dal produttore Ted Templeman per aiutare il gruppo nella composizione del brano. Il testo venne ispirato dalla foto di una donna che indossava biancheria intima da uomo in un annuncio pubblicitario per Calvin Klein. Così come il singolo precedente Jump, I'll Wait si caratterizza per la presenza di tastiere e sintetizzatori. Ted Templeman e David Lee Roth non volevano inserire la canzone nell'album, ma dovettero cedere all'insistenza di Eddie van Halen e Donn Landee che spingevano invece per l'inclusione.

## Tracce
US 7" single
1. I'll Wait (Edit) – 4:10
2. Girl Gone Bad – 4:33

UK 7" single/US 12" single
1. I'll Wait (Edit) – 4:10
2. Drop Dead Legs – 4:13

## Formazione
- David Lee Roth – voce
- Eddie van Halen – chitarra, tastiere, cori
- Michael Anthony – basso, cori
- Alex van Halen – batteria

## Classifiche
| Classifica (1984)             | Posizione massima |
| ----------------------------- | ----------------- |
| Canada                        | 21                |
| Italia                        | 48                |
| Regno Unito                   | 85                |
| Stati Uniti                   | 13                |
| Stati Uniti (mainstream rock) | 2                 |